# Ministère des Finances (Grèce)
Le ministère des Finances (en grec moderne : Υπουργείο Οικονομικών) est le département ministériel du gouvernement de la République hellénique responsable des finances publiques et de la fiscalité.

## Historique
Il est fusionné entre mars 2002 et octobre 2009 au sein du ministère de l'Économie et des Finances.

### Titulaires
| Nom                                              | Nom                                         | Mandat            | Mandat            | Parti       | Gouvernement                     |
| ------------------------------------------------ | ------------------------------------------- | ----------------- | ----------------- | ----------- | -------------------------------- |
| Ministre des Finances                            |                                             |                   |                   |             |                                  |
|                                                  | Adamántios Androutsópoulos                  | 21 avril 1967     | 25 août 1971      | Sans        | Kóllias Papadópoulos             |
|                                                  | Ioánnis Koúlis                              | 25 août 1971      | 25 novembre 1973  | Sans        | Papadópoulos Markezínis          |
|                                                  | Adamántios Androutsópoulos                  | 25 novembre 1973  | 24 juillet 1974   | Sans        | Androutsópoulos                  |
|                                                  | Giágos Pesmazóglou                          | 26 juillet 1974   | 9 octobre 1974    | Sans        | Unité nationale                  |
|                                                  | Nikólaos Photiás                            | 9 octobre 1974    | 21 novembre 1974  | Sans        | Unité nationale                  |
|                                                  | Evángelos Devlétoglou                       | 21 novembre 1974  | 28 novembre 1977  | ND          | Konstantínos Karamanlís VI       |
|                                                  | Ioánnis Boútos                              | 28 novembre 1977  | 10 mai 1978       | ND          | Konstantínos Karamanlís VII      |
|                                                  | Athanásios Taliadoúros                      | 10 mai 1978       | 10 mai 1980       | ND          | Konstantínos Karamanlís VII      |
|                                                  | Miltiádis Évert                             | 10 mai 1980       | 21 octobre 1981   | ND          | Rállis                           |
|                                                  | Manólis Drettákis                           | 21 octobre 1981   | 5 juillet 1982    | PASOK       | Andréas Papandréou I             |
|                                                  | Dimítrios Koulouriános                      | 5 juillet 1982    | 9 septembre 1983  | PASOK       | Andréas Papandréou I             |
|                                                  | Giánnis Pottákis                            | 9 septembre 1983  | 27 mars 1984      | PASOK       | Andréas Papandréou I             |
|                                                  | Gerásimos Arsénis                           | 27 mars 1984      | 26 juillet 1985   | PASOK       | Andréas Papandréou I, II         |
|                                                  | Dimítris Tsovólas                           | 26 juillet 1985   | 2 juillet 1989    | PASOK       | Andréas Papandréou II            |
|                                                  | Antónis Samarás                             | 2 juillet 1989    | 12 octobre 1989   | ND          | Tzannetákis                      |
|                                                  | Giórgos Agapitós                            | 12 octobre 1989   | 23 novembre 1989  | Sans        | Grívas                           |
|                                                  | Geórgios Soufliás                           | 23 novembre 1989  | 13 février 1990   | ND          | Zolótas                          |
|                                                  | Giórgos Agapitós                            | 13 février 1990   | 11 avril 1990     | Sans        | Grívas                           |
|                                                  | Ioánnis Paleokrassás                        | 11 avril 1990     | 7 août 1992       | ND          | Konstantínos Mitsotákis          |
|                                                  | Stéfanos Mános                              | 7 août 1992       | 13 octobre 1993   | ND          | Konstantínos Mitsotákis          |
|                                                  | Geórgios Gennimatás                         | 13 octobre 1993   | 25 février 1994   | PASOK       | Andréas Papandréou III           |
|                                                  | Alékos Papadópoulos                         | 25 février 1994   | 25 septembre 1996 | PASOK       | Andréas Papandréou III Simítis I |
|                                                  | Giánnos Papantoníou                         | 25 septembre 1996 | 24 octobre 2001   | PASOK       | Simítis II, III                  |
|                                                  | Nikólaos Christodoulákis                    | 24 octobre 2001   | 21 mars 2002      | PASOK       | Simítis III                      |
| Ministre de l'Économie et des Finances           |                                             |                   |                   |             |                                  |
|                                                  | Nikólaos Christodoulákis                    | 21 mars 2002      | 10 mars 2004      | PASOK       | Simítis III                      |
|                                                  | Geórgios Alogoskoúfis                       | 10 mars 2004      | 8 janvier 2009    | ND          | Kóstas Karamanlís I, II          |
|                                                  | Giánnis Papathanasíou                       | 8 janvier 2009    | 7 octobre 2009    | ND          | Kóstas Karamanlís II             |
| Ministre des Finances                            |                                             |                   |                   |             |                                  |
|                                                  | Giórgos Papakonstantínou                    | 7 octobre 2009    | 17 juin 2011      | PASOK       | Giórgos Papandréou               |
|                                                  | Evángelos Venizélos (Vice-Premier ministre) | 17 juin 2011      | 19 mars 2012      | PASOK       | Giórgos Papandréou Papadímos     |
|                                                  | Phílippos Sachinídis                        | 21 mars 2012      | 17 mai 2012       | PASOK       | Papadímos                        |
|                                                  | Geórgios Zaniás                             | 17 mai 2012       | 21 juin 2012      | Sans        | Pikramménos                      |
|                                                  | Ioánnis Stournáras                          | 5 juillet 2012    | 9 juin 2014       | Sans        | Samarás                          |
|                                                  | Gíkas Hardoúvelis                           | 9 juin 2014       | 27 janvier 2015   | Sans        | Samarás                          |
|                                                  | Yánis Varoufákis                            | 27 janvier 2015   | 6 juillet 2015    | SYRIZA      | Tsípras I                        |
|                                                  | Efklídis Tsakalótos                         | 6 juillet 2015    | 28 août 2015      | SYRIZA      | Tsípras I                        |
|                                                  | Giórgos Houliarákis                         | 28 août 2015      | 23 septembre 2015 | Sans        | Thánou                           |
|                                                  | Efklídis Tsakalótos                         | 23 septembre 2015 | 9 juillet 2019    | SYRIZA      | Tsípras II                       |
|                                                  | Chrístos Staïkoúras                         | 9 juillet 2019    | 26 mai 2023       | ND          | Mitsotákis I                     |
|                                                  | Theódoros Pelagídis                         | 26 mai 2023       | 27 juin 2023      | Indépendant | Sarmás                           |
| Ministre de l'Économie nationale et des Finances |                                             |                   |                   |             |                                  |
|                                                  | Kostís Hadjidákis                           | 27 juin 2023      | en fonction       | ND          | Mitsotákis II                    |